# 反実在論
分析哲学において反実在論（英: anti-realism）とは、言明の意味論として二値原理を採用しない場合における実在論の様な立場を言う。イギリスの分析哲学者マイケル・ダメットによって提唱された。
当初はあまりにも観念的哲学で語られていたL.E.J.ブラウワーの（数学的）直観主義の基本的な方向性を維持しながら、それを支える哲学を根本的に構築しなおすにあたって導入された。ただし、ダメットの反実在論は、数学の哲学に限定されるものではなく、人間の言語活動全般を対象としている。そのため、他人の心、過去、未来、普遍、（自然数などの）数学的実体、倫理的範疇、物質的世界、あるいは思考についてさえ反実在論が語られうる。

## 哲学
この言葉は、マイケル・ダメットが「実在論」という論文の中で、唯名論、概念実在論、観念論、現象主義などを含む古典的哲学議論を再検討する過程で導入したことによって広く知られるようになった。ダメットの手法の斬新さは、数理哲学の分野で直観主義とプラトン主義（プラトン的観念実在論）のどちらに立つべきかをめぐって行われた論争とこれらの議論を類比的に見たことにあった。直観主義者（数学的対象に関する反実在論者）たちによれば、数学的言明の真理性は我々がそれを証明できる能力に依存しており、プラトン主義者（実在論者）たちによれば、数学的言明の真理性は客観的実在との一致に依存している。それゆえ、直観主義者たちにとっては、「PまたはQ」という形の言明は、我々がPを証明できるかまたはQを証明できる場合にのみ、真となる。これは選言的性質（英: disjunction property）と呼ばれる。特に、言明Pを証明も反証もできない場合があるため、一般に「PまたはPでない」は真である（排中律）を主張することはできない。同様に、直観主義者たちは、古典論理における存在性質（英: existence property）の欠如（φが内包する言辞ｔを一つも挙げられないとしても∃x,φ(x)を証明することが出来る）に反対する。ダメットは、古典的な形での様々な反実在論の根底には、真理についての直観主義的な考え方が潜んでいる、と論じる。彼はこの反実在論という考え方を利用しながら現象主義を再解釈し、それが（擁護できないとしばしば考えられている）還元主義という形式をとらなくても成立すると主張する。
科学哲学においては、反実在論は主として電子などの「観察不可能な」実体の非実在性に関する主張に適用されている。それらの実体は人間の普通の感覚器官では検知できないものであるにもかかわらず、多くの人々はそれらが実在すると主張している。オカシャにはこのような反実在論と実在論とを比較した簡潔な議論がある。イアン・ハッキングもまた同様の定義をしている。科学哲学における反実在論者の立場はしばしば道具主義、すなわち観察不可能な（あるいは間接にのみ観察可能な）実体の存在に対して単に機能主義的な見方を採る立場、とされている。機能主義的な見方を採れば、Xは理論Yの内部で作用する範囲でのみ存在し、その範囲をこえてなにか存在論的な主張をしてはいけない。

## 文芸
芸術（視覚芸術、文学、楽曲、詞などを含む）においては、反実在論や反リアリズムという言葉は、上記の哲学的表現のどれかとして使われたりあるいは単に実在論、リアリズム（それがどんな意味であれ）との比較として使われることがある。それゆえ、視覚芸術におけるシュルレアリスムには反実在論的な傾向があり、また1960年代にアメリカでよく見られたようなサイケデリックバンドは「反実在論的」であった。これらの術語は、芸術に応用されるときには、哲学的な事柄について語られる場合と比較して正確さには欠けるだろう。反実在性という言葉もこの意味で使われることがあるが、また別の意味で使われることもある。